# Moussa Guel
Moussa Guel, né le 23 juin 1999 à Abidjan, est un footballeur ivoirien, qui joue au poste d'ailier au FC Bourg-Péronnas.

## Biographie

### En club
Moussa Guel débute le football à cinq ans à Ploemeur, puis rejoint le FC Lorient à l'âge de dix ans. Il passe par le pôle espoir de Ploufragan puis le centre de formation du FCL en 2014. Guel et ses coéquipiers sont sacrés champions de France des moins de 17 ans en 2015.
Il fait ses débuts avec l'équipe première de Lorient le 12 novembre 2017 en Coupe de France contre le Stella-Maris Douarnenez. Le 8 décembre 2017, il joue son premier match de Ligue 2 face au FC Sochaux-Montbéliard. Il signe au cours de ce même mois de décembre son premier contrat professionnel. 
En juillet 2019, Moussa Guel est prêté à l'US Quevilly Rouen Métropole en National. 
En 2020, il signe un contrat de trois saisons en faveur du Valenciennes FC. 
En 2021, il est prêté au Red Star, qui le recrute définitivement à l'issue de la saison. 
En janvier 2023, Guel est recruté par le club turc de Samsunspor pour deux saisons et demie plus une en option. 
En août 2023, il est prêté à l'USL Dunkerque, qui partage le même actionnaire que Samsunspor. 

### Famille
Moussa Guel est le fils de Tchiressoua Guel, footballeur international ivoirien ayant notamment évolué au FC Lorient.